# Hantijsko-mansijski autonomni okrug – Jugra
Hantijsko-mansijski autonomni okrug – Jugra autonomni je okrug u Rusiji. Nalazi se u Zapadnom Sibiru, odnosno u Zauralju. Sastavni je dio Tjumenjske oblasti.
Domorodačko stanovništvo su ugro-finska plemene Hanti i Mansi, znani pod skupnim imenom Opski Ugri; jezici su im bliski srodnici mađarskog jezika.

## Povijest
Okrug je uspostavljen 4. prosinca 1939. godine, kao Ostjačko-vogulski autonomni okrug (ruski: Остя́ко-Вогу́льский автоно́мный о́круг). Godine 1942. preimenovan je i otad nosi današnje ime.

## Zemljopis
Glavne rijeke u ovom okrugu su Ob i njegova pritoka Irtiš.

## Gospodarstvo
Glavni izvor gospodarskih prihoda u ovoj jedinici jest nafta; najveći dio nafte proizveden u Ruskoj Federaciji dolazi iz Hantijsko-mansijskog autonomnog okruga, što daje ovom subjektu iznimnu gospodarsku važnost.

## Upravna podjela
Iako je glavni grad Hanti-Mansijsk, najveći gradovi u regiji su Surgut, Nižnjevartovsk i Neftejugansk.